# 郝土膏
郝土膏（？—？），字臣木，陕西鳳翔府郿县人，明朝政治人物。

## 生平
万历二十八年（1600年）庚子科陕西乡试舉人，四十一年（1613年）癸丑科進士，授芮城令，升礼部主事，泰昌元年十月考選，授户科给事中，丁艱歸，天启三年復除户科给事中，歴任礼、吏、兵三科给事中，天启三年、五年两次典试江西，发策讽刺魏忠贤被夺职。崇禎元年（1628年）八月，起補兵科給事中。九月升禮科右給事中，二年四月升太常寺卿管光禄寺少卿事。崇祯三年（1630年）三月，以佥都御史巡抚河南。四年正月罢职。在任廉明严峻，属官肃敬。归里后，颐养天年而寿终。

## 家族
曾祖郝尚礼，正德十四年舉人，任河東教授。祖郝嶙，任修武训导。父郝缵芳。母刘氏，封恭人。